# Żabie Wrótka
Żabie Wrótka, dawniej Przełączka pod Żabim Mnichem (niem. Froschtörl, słow. Žabie vrátka, węg. Békás-kapu, ok. 2085 m) – głęboko wcięta przełęcz w Żabiej Grani w Tatrach Wysokich. Znajduje się na granicy polsko-słowackiej, pomiędzy Zadnią Białczańską Basztą (ok. 2105 m) na północy, a Skrajnym Żabim Zębem na południu. Na zachodnią (polską) stronę opada z przełęczy głęboko wcięty żleb przecinający Białczański Upłaz, przez taterników nazywany Żlebem Żabich Wrótek. Żlebem tym prowadzi jedna z najłatwiejszych dróg wejściowych na Żabiego Mnicha. Na wschodnią (słowacką) stronę, do Doliny Żabich Stawów Białczańskich opada z przełęczy 30-metrowej wysokości kominek. Poniżej niego znajduje się Białczańska Ławka.
Jest ogromna dysproporcja w popularności taternickiej na wschodnich i zachodnich ścianach Żabiej Grani. Ściany zachodnie to popularny rejon wspinaczkowy, pokryty gęstą siecią dróg wspinaczkowych. Ściany wschodnie są praktycznie nieznane. Władysław Cywiński w 7 tomie przewodnika Grań Żabiego pisze: nie spotkałem nikogo, kto wiedziałby czy z Żabich Wrótek da się zejść na tamtą stronę. Obecnie cała Dolina Żabich Stawów Białczańskich to dla taterników i turystów zamknięty obszar ochrony ścisłej.

## Taternictwo
Drogi wspinaczkowe
1. Zachodnim żlebem (z Białczańskiego Upłazu na Żabie Wrótka); I w skali tatrzańskiej, czas przejścia 20 min
2. Od wschodu, z Białczańskiej Ławki; II, 15 min. Pierwsze przejście: W. Cywiński 23 września 1992 r.[3]

Historia zdobycia
- Pierwsze odnotowane wejście na wierzchołek Żabiego Mnicha granią z Białczańskiej Przełęczy przez Żabie Wrótka na Żabi Mnich: Henryk Bednarski, Józef Lesiecki, Kazimierz Piotrowski, Mieczysław Świerz, 15 września 1910 r.,
- Pierwsze przejście drogi z Białczańskiej Przełęczy na Żabie Wrótka: część drogi Edward Walery Janczewski, Stefan Komornicki i przewodnik Jędrzej Marusarz Jarząbek, 1 czerwca 1909 r.; pozostały odcinek Edward W. Janczewski, 25 lipca 1909 r.,
- Pierwsze zimowe wejście północną granią Żabiego Mnicha: A. Krupitzer i W. Spitzkopf, 30 kwietnia 1936 r.[4]